# Le Protecteur (comics)
Pour les articles homonymes, voir Protecteur.
John Gillman alias Le Protecteur (ou Homelander en version originale, littéralement « Habitant du pays » en version française), est le principal antagoniste de la série de bandes dessinées The Boys ainsi que de la franchise associée, créée par Garth Ennis et Darick Robertson. Chef des « Sept », un groupe de super-héros corrompus et hédonistes financés par Vought International, le Protecteur est un personnage narcissique, égoïste et sadique qui se masque sous une image publique de héros noble et altruiste. Malgré cette façade, il se soucie peu du bien-être des personnes qu'il prétend protéger, ce qui fait de lui l'ennemi juré de Billy Butcher.
Dans la série développée par Eric Kripke pour Amazon Prime Video, John Gillman est interprété par Antony Starr. Dans cette adaptation, le Protecteur est présenté comme le fils mégalomane de Soldier Boy et le père de Ryan Butcher. Le personnage apparaît également dans la websérie dérivée et promotionnelle The Boys Presents: Diabolical, ainsi que dans Gen V. L'interprétation d'Antony Starr dans la série a été largement saluée par la critique, le Protecteur étant décrit comme la personnification vivante de la perception que le rest du Monde a des États-Unis. Il est souvent comparé à des figures emblématiques telles que Superman et Captain America,,,.

## Apparitions
Le Protecteur  est un super-héros patriote et le leader des Sept, l'équipe de super-héros la plus puissante créée par Vought International dans la série The Boys. Selon l'histoire officielle, il est, à l'instar de Superman, un extraterrestre qui a atterri aux États-Unis bébé. En réalité, il a grandi dans un laboratoire secret, étant la progéniture génétique de Stormfront, à qui on a injecté le composé V alors qu'elle était membre des Jeunesses hitlériennes. Il a passé sa jeunesse enchaîné avec une bombe à hydrogène attachée pour le surveiller, sa mère étant une handicapée mentale qui est morte en lui donnant naissance.
Sous le contrôle financier de Vought, le Protecteur mène une vie hédoniste tout en essayant de libérer les autres super-héros du contrôle de Vought. Il organise un coup d'État contre le gouvernement des États-Unis, tuant le président et attaquant la Maison-Blanche. Lors d'une confrontation avec Billy Butcher, il découvre que son clone, « Black Noir », est responsable d'atrocités présentées sur des photos incriminantes, y compris le viol de la femme de Butcher. Enragé, le Protecteur attaque Black Noir, qui est gravement blessé et tué par Butcher.
Dans l'adaptation télévisée de The Boys sur Prime Video, Antony Starr incarne le Protecteur. Cette version est vue comme une parodie du Superman de DC. Elle montre un personnage sociopathe, méprisant les autres, paranoïaque et incapable de reconnaître ses propres défauts. Contrairement à l'intrigue des bandes dessinées, c'est lui qui viole la femme de Butcher. Il la laisse en vie et découvre plus tard qu'elle est enceinte de son fils, Ryan. Sa relation avec Stormfront et ses actions violentes contre ses ennemis et ses propres alliés illustrent son dérangement mental. Il se retourne contre Soldier Boy et affronte des adversaires comme Maeve et Starlight tout en manipulant Vought pour prendre le contrôle de l'entreprise.
Dans la websérie promotionnelle The Boys présentent : Les Diaboliques, le Protecteur apparaît et exécute des actes violents contre des adolescents Supe, tout en poursuivant ses propres objectifs à travers diverses campagnes promotionnelles pour Vought. Il est également comparé à des personnages emblématiques comme Superman et Captain America, et ses pouvoirs incluent la vision thermique, la super force, le vol et la vision à rayons X. La série télévisée explore ses faiblesses, en montrant qu'il n'a pas de vulnérabilités connues, mais que sa mégalomanie et ses actions criminelles révèlent ses défauts profonds.

## Dans la culture populaire

### Jeux vidéo

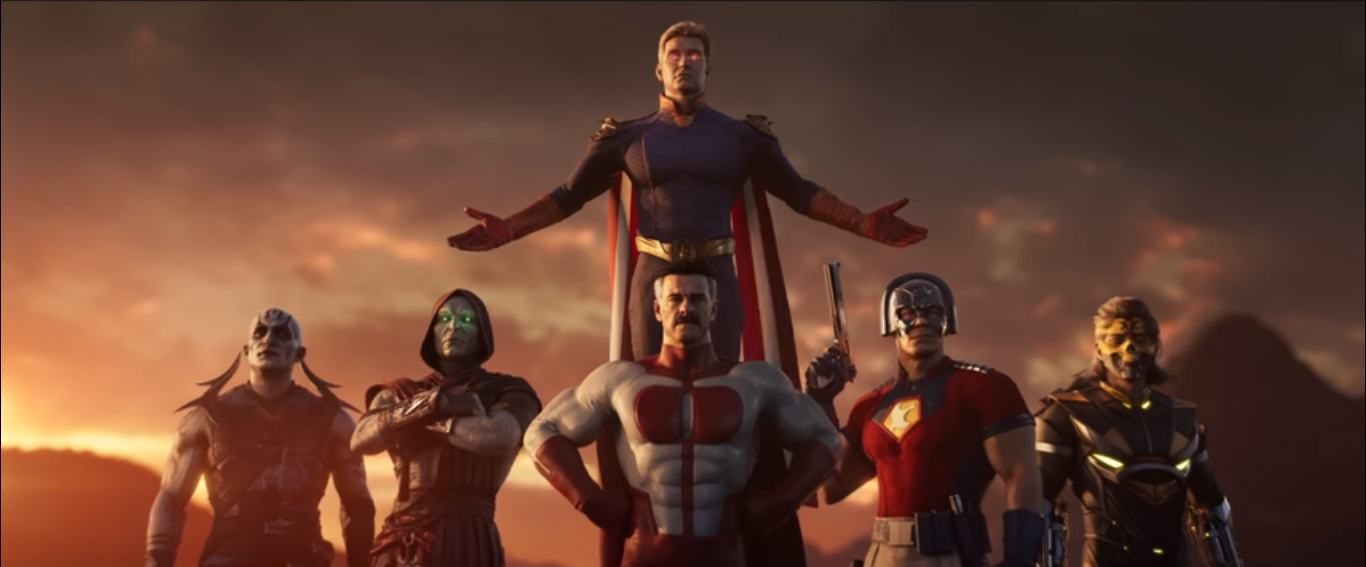
Le Protecteur dans Mortal Kombat 1.

- En juillet 2023, une annonce a été faite selon laquelle le Protecteur et d'autres personnages de The Boys apparaîtraient dans le jeu vidéo Call of Duty : Modern Warfare II . Le Protecteur a été repris par Antony Star[5].
- le Protecteur, basé sur le portrait d'Antony Starr, apparaîtra dans Mortal Kombat 1 via le DLC Kombat Pack[6],[7]. En novembre 2023, Antony Starr a révélé qu'il ne doublerait pas le personnage du jeu[8].

### Musique
- Metro Boomin échantillonne une section du discours du Protecteur de l'épisode de la troisième saison The Only Man In The Sky dans le titre On Time de son album de 2022 Heroes & Villains[9].
- Le Protecteur fait une apparition dans le clip de la chanson des Chalkeaters Roll Out the Fallout![10].